# Mr. Rock & Roll
Mr. Rock & Roll is een single van Amy Macdonald. Dit nummer betekende haar doorbraak in Europa. Het nummer haalde in de Schotse hitlijst nummer 1, en in de Zweedse hitlijst nummer 3.
In Nederland heeft Mr. Rock and Roll in augustus de derde positie in de Top 40 gehaald. Al eerder dat jaar, in maart, werd de single uitgebracht, maar reikte toen maar tot halverwege de Single Top 100. Het nummer komt van haar debuutalbum This Is the Life.

## Hitnotering
| Mr. Rock and Roll in de Nederlandse Top 40 - binnen: 12 september 2008 | Mr. Rock and Roll in de Nederlandse Top 40 - binnen: 12 september 2008 | Mr. Rock and Roll in de Nederlandse Top 40 - binnen: 12 september 2008 | Mr. Rock and Roll in de Nederlandse Top 40 - binnen: 12 september 2008 | Mr. Rock and Roll in de Nederlandse Top 40 - binnen: 12 september 2008 | Mr. Rock and Roll in de Nederlandse Top 40 - binnen: 12 september 2008 | Mr. Rock and Roll in de Nederlandse Top 40 - binnen: 12 september 2008 | Mr. Rock and Roll in de Nederlandse Top 40 - binnen: 12 september 2008 | Mr. Rock and Roll in de Nederlandse Top 40 - binnen: 12 september 2008 | Mr. Rock and Roll in de Nederlandse Top 40 - binnen: 12 september 2008 | Mr. Rock and Roll in de Nederlandse Top 40 - binnen: 12 september 2008 | Mr. Rock and Roll in de Nederlandse Top 40 - binnen: 12 september 2008 | Mr. Rock and Roll in de Nederlandse Top 40 - binnen: 12 september 2008 | Mr. Rock and Roll in de Nederlandse Top 40 - binnen: 12 september 2008 | Mr. Rock and Roll in de Nederlandse Top 40 - binnen: 12 september 2008 | Mr. Rock and Roll in de Nederlandse Top 40 - binnen: 12 september 2008 |
| Week                                                                   | 1                                                                      | 2                                                                      | 3                                                                      | 4                                                                      | 5                                                                      | 6                                                                      | 7                                                                      | 8                                                                      | 9                                                                      | 10                                                                     | 11                                                                     | 12                                                                     | 13                                                                     | 14                                                                     |                                                                        |
| ---------------------------------------------------------------------- | ---------------------------------------------------------------------- | ---------------------------------------------------------------------- | ---------------------------------------------------------------------- | ---------------------------------------------------------------------- | ---------------------------------------------------------------------- | ---------------------------------------------------------------------- | ---------------------------------------------------------------------- | ---------------------------------------------------------------------- | ---------------------------------------------------------------------- | ---------------------------------------------------------------------- | ---------------------------------------------------------------------- | ---------------------------------------------------------------------- | ---------------------------------------------------------------------- | ---------------------------------------------------------------------- | ---------------------------------------------------------------------- |
| Nummer                                                                 | 19                                                                     | 17                                                                     | 8                                                                      | 4                                                                      | 3                                                                      | 3                                                                      | 8                                                                      | 8                                                                      | 9                                                                      | 15                                                                     | 16                                                                     | 23                                                                     | 30                                                                     | 36                                                                     | uit                                                                    |

### NPO Radio 2 Top 2000
| Nummer met noteringen in de NPO Radio 2 Top 2000 | '09 | '10 | '11 | '12 | '13  | '14  | '15  | '16  | '17  | '18  | '19  |
| ------------------------------------------------ | --- | --- | --- | --- | ---- | ---- | ---- | ---- | ---- | ---- | ---- |
| Mr. Rock & Roll                                  | 365 | 289 | 572 | 814 | 1083 | 1369 | 1670 | 1782 | 1999 | 1902 | 1943 |

1. ↑  Een vetgedrukt getal geeft de hoogste notering aan.
2. ↑  2009 was het eerste jaar met een notering voor dit nummer.
3. ↑  Deze tabel is bijgewerkt tot en met de laatste editie (2024).